# Concepción Ruiz Frías
Concepción Ruiz Frías es un cuadro del pintor español Julio Romero de Torres, obra conservada en el Museo Julio Romero de Torres de Córdoba (España). Fue pintado en la capital andaluza 1910.

## Retrato
Concepción Ruiz Frías, el personaje retratado, fue la esposa del político liberal Natalio Rivas Santiago, nacido en la localidad granadina de Albuñol. Fue madre del arquitecto Pedro Rivas Ruiz.